# 1947-es magyar atlétikai bajnokság
Az 1947-es magyar atlétikai bajnokságot, amely az 52. magyar bajnokság volt, augusztus 15. és augusztus 17. között rendezték meg a Ferencvárosi TC Üllői úti stadionjában.
Néhány versenyszámot más helyszínen és időpontban rendeztek meg:
- Maraton: október 5., Szeged
- 10 km-es gyaloglás: augusztus 30., Budapest, népligeti sporttelep
- 50 km-es gyaloglás: október 19., Budapest, Népliget
- többpróba: október 18-19., Budapest, Mező utca
- váltóbajnokság: szeptember 20-21., Budapest, népligeti sporttelep

## Eredmények

### Férfiak
| Versenyszám              | Arany                                                                                            | Arany     | Ezüst                                                                                 | Ezüst     | Bronz                                                                                  | Bronz     |
| ------------------------ | ------------------------------------------------------------------------------------------------ | --------- | ------------------------------------------------------------------------------------- | --------- | -------------------------------------------------------------------------------------- | --------- |
| 100 m                    | Goldoványi Béla MAFC                                                                             | 10,8      | Bartha László Vasas SC                                                                | 11,0      | Csányi György Újpesti TE                                                               | 11,1      |
| 200 m                    | Goldoványi Béla MAFC                                                                             | 22,0      | Csányi György Újpesti TE                                                              | 22,2      | Hegyesi Antal Kereskedelmi Alkalmazottak OE                                            | 22,4      |
| 400 m                    | Bánhalmi Ferenc Magyar Pamutipar SC                                                              | 49,5      | Balogh Dezső MAFC                                                                     | 50,1      | Marosi László Testvériség                                                              | 50,4      |
| 800 m                    | Garay Sándor Bp. Vasas                                                                           | 1:53,9    | Almási József Bp. Vasas                                                               | 1:55,0    | Marosi László Testvériség                                                              | 1:55,0    |
| 1500 m                   | Garay Sándor Bp. Vasas                                                                           | 3:53,0    | Villási Károly Dunakeszi Magyarság SE                                                 | 3:57,6    | Almási József Bp. Vasas                                                                | 4:00,8    |
| 5000 m                   | Szegedi Ferenc Testvériség                                                                       | 14:58,0   | Németh Béla Munkás TE                                                                 | 15:04,2   | Izsóf Alajos Bp. Vasas                                                                 | 15:12,6   |
| 10 000 m                 | Szilágyi Jenő Bp. Vasas                                                                          | 31:34,2   | Szegedi Ferenc Testvériség                                                            | 31:35,0   | Németh Béla Munkás TE                                                                  | 31:38,6   |
| maraton                  | Kiss József Újpesti TE                                                                           | 2:41:14,6 | Kovács György Szegedi-Tisza VSE                                                       | 2:41:41,0 | Zalavári Ferenc Szegedi-Tisza VSE                                                      | 2:44:10,0 |
| 3000 m akadály           | Bíró János Bp.Vasas                                                                              | 9:36,8    | Jeszenszky László Újpesti TE                                                          | 9:37,2    | Híres László Újpesti TE                                                                | 9:41,0    |
| 110 m gát                | Kiss József Törekvés                                                                             | 15,4      | Lippay Antal Pécsi VSK                                                                | 15,7      | Kiss István TFSE                                                                       | 15,9      |
| 400 m gát                | Kiss József Törekvés                                                                             | 56,0      | Karácsony Nándor Pécsi VSK                                                            | 57,6      | Lippay Antal Pécsi VSK                                                                 | 58,5      |
| 4 × 100 m váltó          | Tima Ferenc Bartha László Krivánszky Zoltán Vermes Vilmos Bp. Vasas                              | 43,3      | Árvay Artur Antal Gyula Balogh Dezső Goldoványi Béla MAFC                             | 43,6      | Szántó Ottó Bérdi Elemér Csányi György Regős Újpesti TE                                | 43,7      |
| 4 × 200 n váltó          | Bartha László Krivánszky Artur Almási József Tima Ferenc Vasas SC                                | 1:30,6    | Árvay Artur Antal Gyula Balogh Dezső Goldoványi Béla MAFC                             | 1:31,0    | Bakky Sándor Mindszenty János Lombos Dezső Hegyesi Antal KAOE                          | 1:33,0    |
| 4 × 400 m váltó          | Árvay Artur Antal Gyula Balogh Dezső Goldoványi Béla MAFC                                        | 3:23,2    | Baranyai János Lombos Henrik Karácsony Nándor Solymosi Egon Pécsi VSK                 | 3:24,2    | Johanesz Andor Tullner János Edőcs Lajos Radványi Tibor Győri Vasas ETO                | 3:24,8    |
| 4 × 800 n váltó          | Garay Sándor Izsóf Alajos Juhász Béla Almási József Vasas SC                                     | 8:06,6    | Tullner Mátyás Radványi Tibor Johannesz Andor Edőcs Lajos Győri Vasas ETO             | 8:09,6    | Botos György Szabó Károly Istenes Gusztáv Gyergyói János Postás SE                     | 8:10,2    |
| 4 x 1500 n váltó         | Juhász Béla Izsóf Alajos Almási József Garay Sándor Vasas SC                                     | 16:57,8   | Kurucz Miklós Stelczer Ervin Czmarkó György Pénzes Gyula Csepeli MTK                  | 17:03,2   | Szegedi Ferenc Mészáros Károly Rusovszky Gyula Szalay Béla Testvériség                 | 17:04,2   |
| 10 km gyaloglás          | László Sándor Postás SE                                                                          | 51:29     | Kincses Miklós Szegedi-Tisza VSE                                                      | 51:59     | Selmeczi József Bp. Vasas                                                              | 52:01     |
| 50 km gyaloglás          | László Sándor Postás SE                                                                          | 4:40:29   | Mucsi Józef Postás SE                                                                 | 4:53:12   | Kapusi János Kereskedelmi Alkalmazottak OE                                             | 4:53:59   |
| magasugrás               | Lehoczky Sándor Csepeli MTK                                                                      | 184       | Kovács József Győri Vasas ETO                                                         | 175       | Kolozsvári Miklós Csepeli MTK                                                          | 175       |
| rúdugrás                 | Zsitvay Zoltán TFSE                                                                              | 380       | Homonnay Tamás Kereskedelmi Alkalmazottak OE                                          | 370       | Kovács Ferenc Újpesti TE                                                               | 350       |
| távolugrás               | Kiss István TFSE                                                                                 | 706       | Puskás Antal TFSE                                                                     | 689       | Vermes Vilmos Bp. Vasas                                                                | 679       |
| hármasugrás              | Kiss István TFSE                                                                                 | 13,88     | Dusnoki Géza Testvériség                                                              | 13,84     | Puskás Antal TFSE                                                                      | 13,58     |
| súlylökés                | Németvári Ernő Bp. Előre                                                                         | 13,69     | Vóki József Testvériség                                                               | 13,43     | Darányi József Bp. Előre                                                               | 13,42     |
| diszkoszvetés            | Klics Ferenc Vasas SC                                                                            | 45,89     | Józsa Dezső Testvériség                                                               | 44,92     | Kulitzy Jenő HAE                                                                       | 44,00     |
| kalapácsvetés            | Németh Imre Bp. Vasas                                                                            | 54,15     | Petike Lajos TFSE                                                                     | 49,38     | Remete Dezső Testvériség                                                               | 47,68     |
| gerelyhajítás            | Várszegi József Goldberger SE                                                                    | 64,55     | Szatmári Aba Goldberger SE                                                            | 59,76     | Guzsvári János TFSE                                                                    | 58,68     |
| tízpróba                 | Kiss István TFSE                                                                                 | 5905      | Horváth Sándor MAFC                                                                   | 5020      | Tima Ferenc Bp. Vasas                                                                  | 5000      |
| kis mezei futás (4000 m) | Garay Sándor Vasas SC                                                                            | 12:06,0   | Híres László Újpesti TE                                                               | 12:06,8   | Izsóf Alajos BRE                                                                       | 12:12,0   |
| mezei futás (10 000 m)   | Szilágyi Jenő Vasas SC                                                                           | 32:48     | Bíró János Vasas SC                                                                   | 32:50     | Szegedi Ferenc Testvériség                                                             | 32:52     |
| csapat 50 km gyaloglás   | László Sándor Mucsi József Farkas Zoltán Postás SE                                               | 9         | Hima László Hunyadvári Rezső Hajmási Ferenc ESC                                       | 21        | Peszeki Ádám Szabó Kálmán Híres László Újpesti TE                                      | 23        |
| csapat 5000 m            | Szilágyi Jenő Bíró János Izsóf Alajos Juhász Béla Hagymási József Vasas SC                       | 31        | Szegedi Ferenc Mészáros Károly Rusovszky Gyula Szalay Béla Palágyi Miklós Testvériség | 60        | Szalai Károly Mucsi József Rábel Gyergyói János Godány Imre Postás SE                  | 86        |
| csapat maraton           | Kovács György Zalavári Ferenc Szécsi József Szegedi Tisza VSE A                                  | 14        | Kiss József Nagyvári József Szalai Károly Újpesti TE                                  | 26        | Kobrizsa András Gyetvai József Temesvári Gyula Szegedi Tisza VSE B                     | 33        |
| csapat magasugrás        | Lehoczky Sándor Jankovics József Kolozsvári Miklós Haincz István Joachim Árpád Csepeli Munkás TK | 175,2 cm  | Kiss István Varga Gábor Zsitvay Zoltán Sátori Kondoross Gyula TFSE                    | 167,0 cm  | Kovács József Forstner Ede Szuromi János Cseh Imre Bősze László Győri Vasas ETO        | 164,4 cm  |
| csapat rúdugrás          | Zsitvay Zoltán Kiss István Nagy Imre Kondorossy Gyula Stéger László Testnevelési Főiskola SE     | 332,2 cm  | Mihályi György Tompa Albert István Nyíri János Szvetnik BEAC                          | 306,0 cm  | Zofál Károly Szlamen Rezső Fodor János Vadnai Ugrai István Csepeli MTK                 | 302,0 cm  |
| csapat távolugrás        | Kiss István Puskás Antal Zsitvay Zoltán Péterfalvi Lajos Tompay Olivér Testnevelési Főiskola SE  | 614,6 cm  | Haincz István Jankovics József Tóth Joachim Árpád Ivák Csepeli MTK                    | 596,4 cm  | Kovács József Bősze László Forstner Ede Gruber László Rózsás Dezső Győri Vasas ETO     | 594,6 cm  |
| csapat súlylökés         | Kiss János Klics Ferenc Soós Antal Kovács Péter Németh Imre Vasas SC                             | 12,516 m  | Németvári Ernő Fok Dezső Darányi József Madarász Endre Balogh B. Előre                | 12,248 m  | Bakos Károly Rózsás Dezső Sárvári József Kovács Kántor Endre Győri Vasas ETO           | 12,174 m  |
| csapat diszkoszvetés     | Kelemen István Rózsás Dezső Pázmándy Károly Kántor Endre Kovács József Győri Vasas ETO           | 38,200 m  | Klics Ferenc Németh Imre Kiss János Aczél Vanka Vasas A                               | 37,954 m  | Józsa Dezső Remete Dezső Vóki József Tóthpál Márton Fonyódi Konrád Testvériség         | 37,580 m  |
| csapat gerelyhajítás     | Rákhely Gyula Bényi Károly Bende Gábor Skirka József Csányi György Újpesti TE                    | 50,368 m  | Guzsvári János Koltai Jenő Kiss István Kondorosi Bánki Miklós TFSE                    | 49,792 m  | Szatmári Aba Várszegi József Székely Dezső Mazány Jerzse Goldberger SE                 | 46,560 m  |
| csapat kalapácsvetés     | Remete Dezső Bánpataki Pál Kósa István Józsa Dezső Tóthpál Márton Újpesti TE                     | 40,458 m  | Németh Imre Kőszegi Béla Rácz Béla Gáspár Elemér Lévai Károly Vasas                   | 40,328 m  | Rózsás Dezső Pázmándy Károly Kovács József Kántor Endre Kurella Mátyás Győri Vasas ETO | 35,134 m  |
| csapat kis mezei futás   | Híres László Zoltai László Jeszenszky László Bácsfalvi László Szerényi István Újpesti TE         | 35        | Garay Sándor Almási József Lendvai Pál Sándor János Juhász Béla Vasas                 | 72        | Rátonyi Sándor Újvári Antal Sajtos Ferenc Südi Lajos Dvornitzky KAOE                   | 88        |
| csapat mezei futás       | Szilágyi Jenő Bíró János Kelen János Kálmánfi László Hagymási József Vasas SC                    | 37        | Szegedi Ferenc Mészáros Károly Szigetvári Pikál Árpád Molnár Lajos Testvériség        | 64        | Mucsi József Gyergyói János Godány Imre Rábel Demeter Gyula Postás SE                  | 78        |

### Nők
| Versenyszám          | Arany                                                                                              | Arany    | Ezüst                                                                              | Ezüst    | Bronz                                                                         | Bronz    |
| -------------------- | -------------------------------------------------------------------------------------------------- | -------- | ---------------------------------------------------------------------------------- | -------- | ----------------------------------------------------------------------------- | -------- |
| 100 m                | Rákhely Gyuláné Postás SE                                                                          | 12,8     | Babai Margit Postás SE                                                             | 13,0     | Mertin Jolán Győri Vasas ETO                                                  | 13,2     |
| 200 m                | Mertin Jolán Győri Vasas ETO                                                                       | 26,9     | Fekete Ilona MAFC                                                                  | 27,1     | Szigeti-Varga Zsuzsa Goldberger SE                                            | 27,7     |
| 800 m                | Fekete Ilona MAFC                                                                                  | 2:23,2   | Zubek Ilona Postás SE                                                              | 2:23,6   | Ficsor Irén Postás SE                                                         | 2:29,4   |
| 80 m gát             | Rohonczi Mária TFSE                                                                                | 12,6     | Lőrincz Anna Postás SE                                                             | 12,9     | Umbrai Katalin TFSE                                                           | 14,3     |
| 4 × 100 m váltó      | Fehér Sarolta Rákhely Gyuláné Babai Margit Lőrinczi Anna Postás SE A                               | 51,4     | Rácz Patonai Rózsa Kerítés Mertin Jolán Győri Vasas ETO                            | 54,3     | Győrfi Bakos Erzsébet Zubek Ilona Ficsor Irén Postás SE B                     | 54,8     |
| 4 × 200 m váltó      | Zubek Ilona Bakos Erzsébet Lőrinczi Anna Babai Margit Postás SE A                                  | 1:50,3   | Patonai Rózsa Rácz Kerítés Mertin Jolán Győri Vasas ETO                            | 1:54,8   | Rákhely Gyuláné Győrffi Ficsor Irén Fehér Lola Postás SE B                    | 1:56,9   |
| 3 × 800 m váltó      | Bakos Erzsébet Ficsor Irén Zubek Ilona Postás SE A                                                 | 7:48,0   | Bleha Anna Őrhalmi Ilona Polareczky Jolán Előre                                    | 8:04,4   | Fehér Lola Babai Margit Lőrinczi Anna Postás SE B                             | 8:54,2   |
| magasugrás           | Vékony Ilona TFSE                                                                                  | 148 cm   | Rohonczi Mária TFSE                                                                | 140 cm   | Bártfai Jenőné Postás SE                                                      | 140 cm   |
| távolugrás           | Fekete Ilona MAFC                                                                                  | 555 cm   | Rohonczi Mária TFSE                                                                | 524 cm   | Rákhely Gyuláné Postás SE                                                     | 523 cm   |
| súlylökés            | Fehér Mária Előre                                                                                  | 11,60 m  | Regdánszky Matild MAFC                                                             | 11,03 m  | Nagy Mária Előre                                                              | 10,92 m  |
| diszkoszvetés        | Balázs Judit Békéscsabai MÁV                                                                       | 37,85 m  | Zsolnai Júlia Testvériség                                                          | 34,54 m  | Hetesi Margit Testvériség                                                     | 33,46 m  |
| gerelyhajítás        | Regdánszky Matild MAFC                                                                             | 38,88 m  | Rohonczi Mária TFSE                                                                | 37,51 m  | Umbrai Katalin TFSE                                                           | 35,36 m  |
| ötpróba              | Umbrai Katalin TFSE                                                                                | 183      | Balázs Judit BEAC                                                                  | 95       | Török Magda Szegedi-Tisza VSE                                                 | 78       |
| mezei futás (1500 m) | Bleha Anna Bp. Előre                                                                               | 5:22,0   | Zubek Ilona Postás SE                                                              | 5:22,6   | Sallay Erzsébet KAOE                                                          | 5:31,0   |
| csapat mezei futás   | Zubek Ilona Ficsor Irén Bakos Erzsébet Postás SE                                                   | 9        | Bleha Anna Őrhalmi Ilona Polareczky Jolán Bp. Előre                                | 19       | Molnár Gyöngyösi Nagy ESC                                                     | 41       |
| csapat magasugrás    | Bártfai Jenőné Csáki Erzsébet Peer Gyuláné Rákhely Gyuláné Balogh Erzsébet Postás SE               | 139 cm   | Rohonczi Mária Vékony Ilona Tordai Melinda Beke Magdolna Hübner Helga TFSE         | 137 cm   | Fekete Ilona Lohász Irén Kovács-Buna Irma Füstös Éva Nagy Ferencné MAFC       | 130 cm   |
| csapat távolugrás    | Rákhely Gyuláné Lőrinczi Anna Zubek Ilona Bártfai Jenőné Csáki Erzsébet Postás SE                  | 482,8 cm | Fekete Ilona Ipolyi-Keller Mária Kovács-Buna Irma Lohász Irén Nagy Ferencné MAFC   | 462,2 cm | Rohonczi Mária Vékony Ilona Umbrai Katalin Kiss Gulyás Károlyné TFSE          | 434,6 cm |
| csapat súlylökés     | Sík Józsefné Rákhely Gyuláné Kossák Viktória Bártfai Jenőné Réby Margit Postás SE                  | 9,258 m  | Regdánszky Matild Joós Márta Regdánszky Sarolta Fekete Ilona Kovács-Buna Irma MAFC | 8,960 m  | Umbrai Katalin Oláh Katalin Beke Magdolna Tóth M. Vékony Ilona TFSE           | 8,758 m  |
| csapat diszkoszvetés | Zsolnai Júlia Hetesi Margit Józsa Dezsőné Katona Eszter Zaffiry Solveig Testvériség SE             | 30,680 m | Kovács-Buna Irma Regdánszky Sarolta Regdánszky Matild Fekete Ilona Joós Márta MAFC | 26,722 m | Górencz Hedvig Rákhely Gyuláné Sik Józsefné Babai Margit Kossák Postás SE     | 25,438 m |
| csapat gerelyhajítás | Umbrai Katalin Rohonczi Mária Vékony Ilona Kosztolányi Matild Guzli Rózsa Testnevelési Főiskola SE | 27,98 m  | Regdánszky Matild Joós Márta Fekete Ilona Regdánszky Sarolta Kovács-Buna Irma MAFC | 27,34 m  | Zaffiry Solveig Hetesi Margit Zsolnai Júlia Józsa Dezsőné Kiss Testvériség SE | 23,84 m  |

### Magyar atlétikai csúcsok
- 100 m síkfutás 12,8 ocs. Tolnai Ilona PSE Budapest 1947. 8. 15.
- 400 m síkfutás 62,5 ocs. Zubek Ilona PSE Budapest 7. 20.
- 800 m síkfutás 2:23,6 ocs. Fekete Ilona V.K. Bécs 6. 30.
- 800 m síkfutás 2:23,2 ocs. Fekete Ilona V.K. Budapest 8. 15.
- 80 m gátfutás 12,3 ocs. Lőrinczi Anna PSE Budapest 10. 4.
- távolugrás 555 cm ocs. Fekete Ilona MAFC Budapest 8. 17.
- rúdugrás 411 cm ocs. Zsitvay Zoltán TFSE Budapest 7. 12.
- diszkoszvetés 37,85 m ocs. Balázs Judit Bcs.MÁV Budapest 8. 17.
- kalapácsvetés 55,74 m ocs. Németh Imre Vasas SC Budapest 7. 13.
- kalapácsvetés 57,60 m ocs. Németh Imre Vasas SC Bukarest 9. 8.
- 50 km gyaloglás 4:50:29,8 ocs. László Sándor PSE Budapest 10. 19.
- 4 × 100 m 41,1 ocs. Magyar férfi válogatott Milánó 10. 6.
- 4 × 100 m 50,6 ocs. Magyar női válogatott Bukarest 9. 8.
- női 4 × 200 m 1:50,3 ocs. Postás SE Budapest 9. 20.
- női 3 × 800 m 7:48,0 ocs. Postás SE Budapest 9. 21.